# إغناثيو غوميز
إغناثيو غوميز (بالإسبانية: Ignacio Gómez)‏ هو صحفي كولومبي، ولد في 1962 في بوغوتا في كولومبيا.